# Hironobu Yasuda

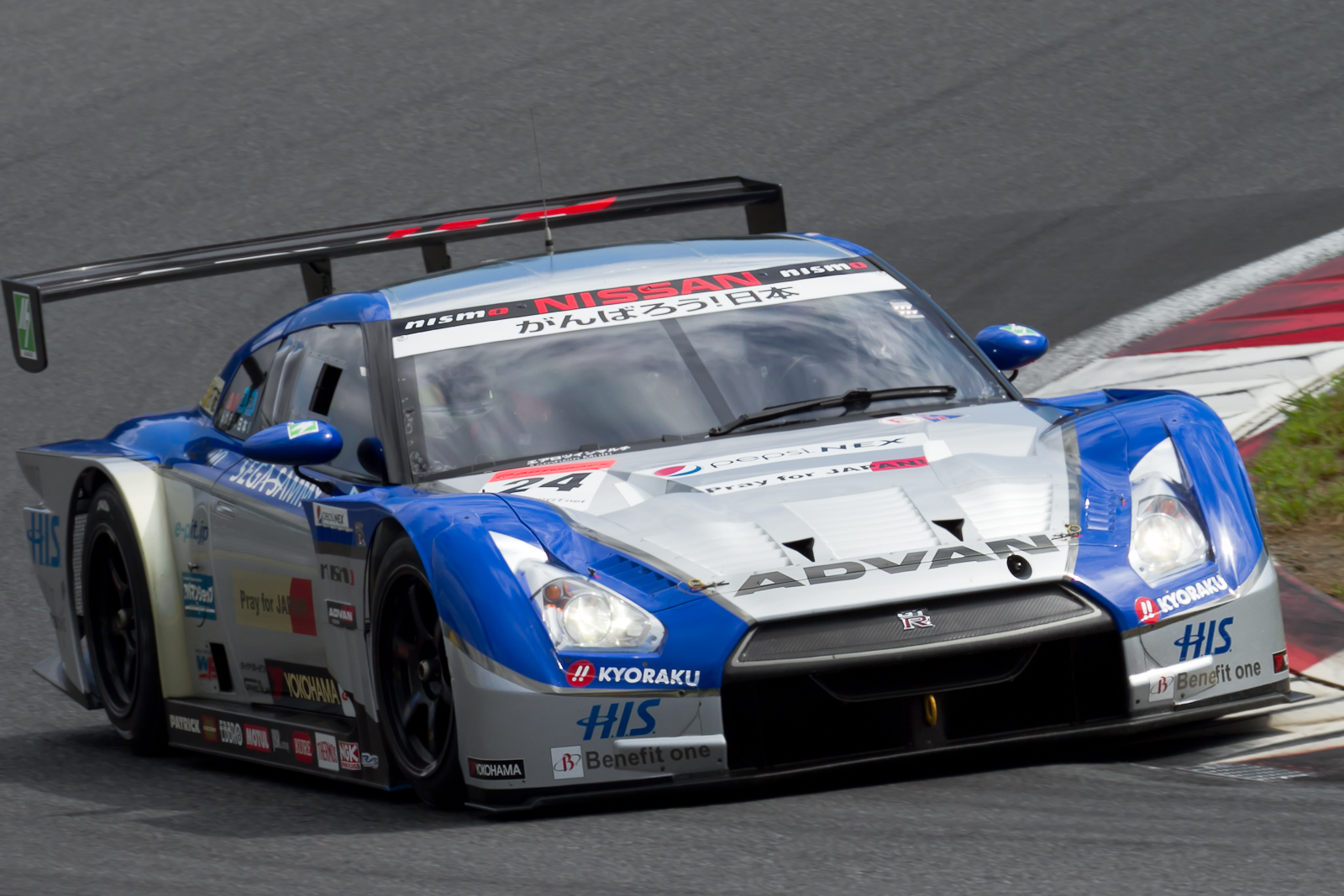
Yasuda in de Super GT in 2011.

Hironobu Yasuda (Japans: 安田裕信, Yasuda Hironobu) (Shiga, 11 november 1983) is een Japans autocoureur.

## Carrière
Yasuda begon zijn autosportcarrière in het karting in 2003, waar hij tot 2007 actief bleef. In zijn eerste seizoen won hij meteen de Aziatische Formule A. In 2003 en 2004 reed hij ook al in het formuleracing in de Formula Dream, waarin hij in totaal drie overwinningen behaalde.
In 2006 keerde Yasuda terug in het formuleracing, waar hij in de Formule Challenge Japan rijdt. Hij behaalde vier overwinningen, waarmee hij achter Yuhi Sekiguchi en Ryuji Yamamoto als derde in het kampioenschap eindigde met 100 punten. Ook nam hij deel aan de Super GT in de GT300-klasse, waarin hij als twintigste in het kampioenschap eindigde.
In 2007 maakte Yasuda zijn debuut in de Formule 3 in de All-Japan F3 voor ThreeBond Racing. Met twee vierde plaatsen als beste resultaat eindigde hij als achtste in het kampioenschap met 76 punten. Ook reed hij gastraces in de Super GT in zowel de GT300- als GT500-klasse.
In 2008 reed Yasuda opnieuw in de All-Japan F3 voor ThreeBond. Op het Suzuka International Racing Course won hij zijn eerste race in de klasse om er op de Twin Ring Motegi een tweede overwinning bij te boeken. Uiteindelijk eindigde hij als vierde in het kampioenschap met 152 punten. Ook nam hij deel aan de GT300-klasse van de Super GT, waar hij samen met Kazuki Hoshino de titel won met één overwinning op Suzuka.
In 2009 reed Yasuda een derde seizoen in de All-Japan F3 voor ThreeBond. Op het Okayama International Circuit behaalde hij een overwinning, waarmee hij als vijfde in het kampioenschap eindigde met 53 punten. Ook nam hij deel aan de GT500-klasse van de Super GT, waar hij samen met Ronnie Quintarelli voor Hasemi Motorsport rijdt. Met één overwinning op het Sepang International Circuit eindigden zij als zevende in het kampioenschap met 49 punten.
In 2010 rijdt Yasuda opnieuw in de Super GT, waar hij samen met João Paulo de Oliveira voor Kondō Racing rijdt. Met een overwinning in de eerste race op Suzuka eindigden zij als tiende in het kampioenschap met 32 punten.
In 2011 keerde Yasuda terug naar de All-Japan F3 bij ThreeBond. Hij behaalde vier overwinningen en verloor de titel aan Yuhi Sekiguchi met één punt verschil. Ook reed hij samen met Björn Wirdheim voor Kondō Racing in de GT500-klasse van de Super GT. Met twee vierde plaatsen als beste resultaat eindigden zij als tiende in het kampioenschap met 29 punten. Ook nam Yasuda deel aan de Grand Prix van Macau voor ThreeBond, maar viel in zowel de kwalificatierace als de hoofdrace uit. Door zijn deelname aan deze race reed hij ook een raceweekend in de Formule 3 International Trophy, maar hij was hierin niet puntengerechtigd.
In 2012 stapte Yasuda over naar de Formule Nippon voor Kondō Racing. Hij wist echter geen punten te behalen en met twee negende plaatsen als beste resultaat eindigde hij als veertiende in het kampioenschap. Ook nam hij deel aan de GT500-klasse van de Super GT voor Kondō Racing met Wirdheim. Met als beste resultaat een derde plaats op Suzuka eindigden zij als vijftiende in het kampioenschap met 22 punten.
In 2013 blijft Yasuda in de Formule Nippon, dat inmiddels haar naam had veranderd in Super Formula, rijden voor Kondō Racing. Voor dit team rijdt hij ook in de GT500-klasse in de Super GT naast Michael Krumm.